# Bagh-e Babur
Bagh-e Babur (en persa: باغ بابر‎ / bāġ-e bābur, en español Jardines de Babur) es un parque histórico ubicado en Kabul, capital de Afganistán, y también el lugar de descanso final del primer emperador mogol Babur. Se cree que el jardín se desarrolló alrededor de 1528 (935 AH) cuando Babur dio órdenes para la construcción de un "jardín de avenida" en Kabul, descrito con cierto detalle en sus memorias, el Baburnama.
Era tradición de los príncipes mogoles construir sitios para la recreación y el placer durante su vida, y elegir uno de ellos como último lugar de descanso. El sitio siguió siendo de importancia para los sucesores de Babur, Jehangir y su madrastra, la emperatriz Ruqaiya Sultan Begum (nieta de Babur), hizo una peregrinación al sitio en 1607 (1016 AH) cuando ordenó que todos los jardines de Kabul estuvieran rodeados por paredes, que se coloque una plataforma de oración frente a la tumba de Babur, y se coloque una lápida con inscripciones en su cabecera. Durante la visita del emperador mogol Shah Jahan en 1638 (1047 AH), se erigió una edificación de mármol alrededor de la tumba de su madre adoptiva, Ruqaiya Sultan Begum, y se construyó una mezquita en la terraza de abajo. Hay relatos de la época de la visita al sitio de Shah Jahan en 1638 (1047 AH) de un canal de agua de piedra que corría entre dos hileras de árboles desde la terraza debajo de la mezquita, con estanques a ciertos intervalos.

## Historia

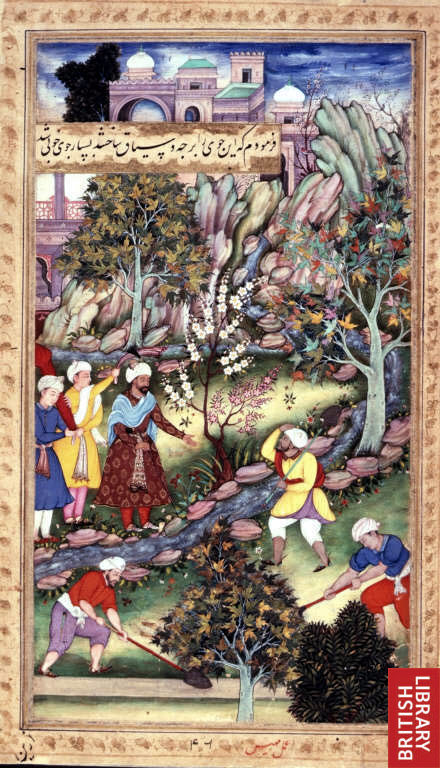
Babur observando a sus hombres mientras alteran el curso del arroyo.

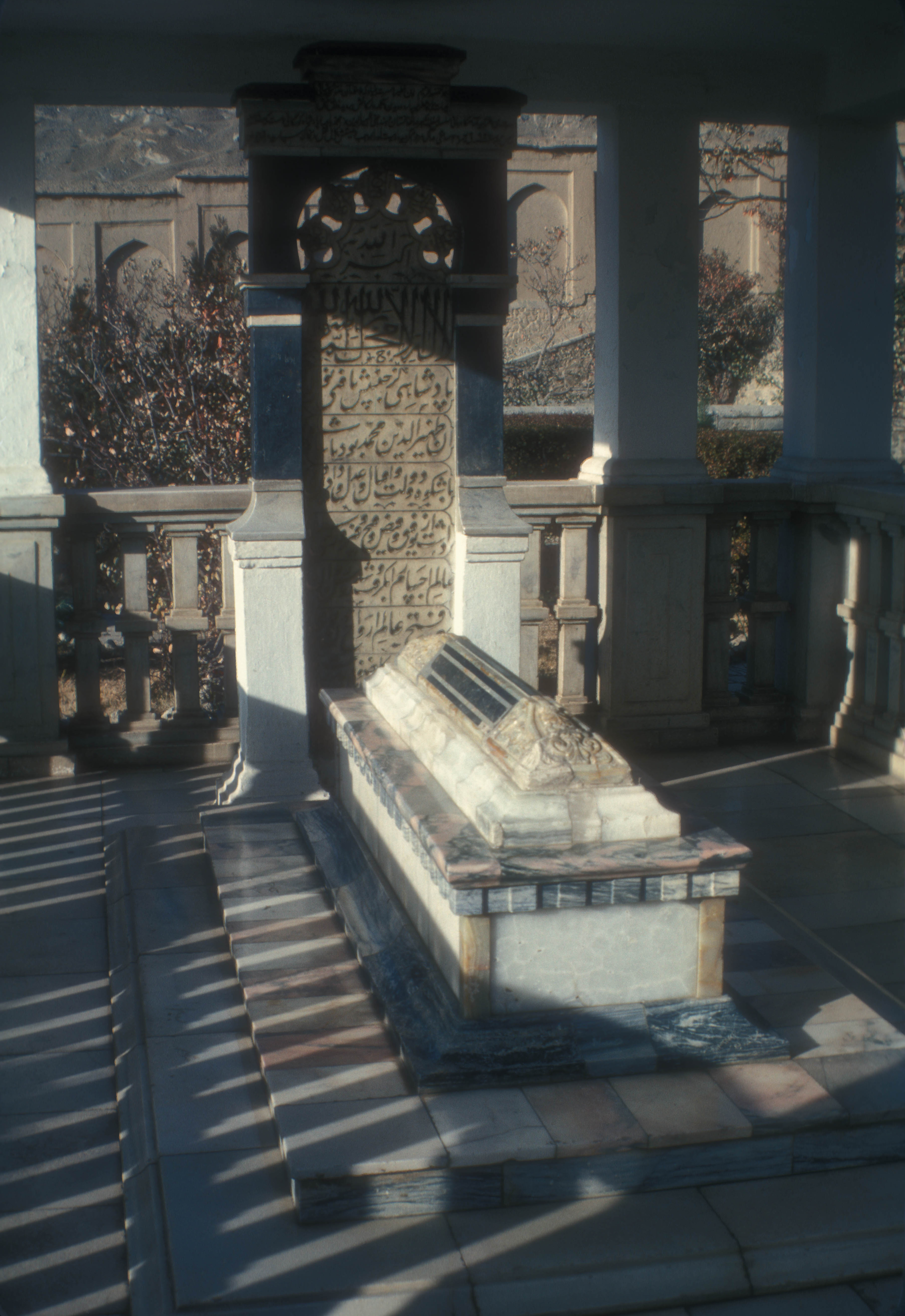
Vista de la tumba, que se cree que es de Babur, en el jardín.

Se desconoce la fecha de construcción original de los jardines (en persa: باغ‎ - bāġ). Cuando Babur capturó Kabul en 1504 de manos de los Arghun, reedificó la construcción ya existente y la utilizó como casa de huéspedes para ocasiones especiales, especialmente durante las temporadas de verano. Dado que Babur tenía un rango tan alto, habría sido enterrado en un sitio que le convenía. El jardín donde se cree que Babur solicitó ser enterrado se conoce como Bagh-e Babur. Los gobernantes mogoles vieron a este sitio como importante y ayudaron a desarrollar el parque y sus tumbas. En un artículo escrito por el Programa para Ciudades Históricas Aga Khan, describe a las paredes de mármol construidas alrededor de las tumbas por el emperador mogol Shah Jahan en 1638 con la siguiente inscripción:

[...] solo esta mezquita de la belleza, este templo de la nobleza, construido para la oración de los santos y la epifanía de los querubines, era apto para estar en un santuario tan venerable como esta calzada de arcángeles, este teatro del cielo, el jardín de luz del angélico rey perdonado por Dios cuyo descanso está en el jardín del cielo, Zahiruddin Muhammad Babur el Conquistador.

Aunque las adiciones de Shah Jahan contenían referencias a Babur, Salome Zajadacz-Hastenrath, en su artículo «A Note on Babur's Lost Funerary and Enclosure at Kabul» («Una nota sobre el recinto y funerario perdido de Babur en Kabul») sugiere que el trabajo de Shah Jahan transformó a Bagh-e Babur en un cementerio. Afirma que «se construyó una mezquita en la decimotercera terraza, la terraza más cercana a La Meca; la siguiente, la decimocuarta terraza, debía contener el recinto funerario de la tumba de Babur y las tumbas de algunos de sus parientes varones». Esta transformación de un parque a un destacado cementerio, con un recinto alrededor de la tumba de Babur, apunta hacia la importancia de Babur. Al cerrar la tumba de Babur, Shah Jahan separa la tumba del Emperador de las demás.
El único indicio del diseño se encuentra en un boceto de 1832 y una breve descripción de Charles Masson, un soldado británico, que se publicó en 1842, el año en que la tumba fue destruida por un terremoto. Una descripción de la tumba la elogiaba, «aunque obviamente, en mal estado de conservación, revela una fina mano de obra en la talla de piedra: paredes altas con lujosos trabajos de jaali y decoración en relieve». Masson describió la tumba como «acompañada de muchos monumentos de naturaleza similar, conmemorativos de sus parientes, y esta rodeada por un recinto de mármol blanco, elegante y curiosamente tallada [...] Nadie la supervisa, y se ha tomado una gran libertad con las piedras empleadas en los muros de cerramiento.» El bosquejo y la descripción de Masson nos dan la única visión moderna de lo extravagante que era la tumba.
Bagh-e Babur ha cambiado drásticamente desde la impresión mogola del espacio hasta el presente. A lo largo de los años, las influencias externas han dado forma al uso del sitio. Por ejemplo, el Programa para Ciudades Históricas Aga Khan describe cómo en 1880, el emir Abdur Rahman Khan construyó un pabellón y una residencia para su esposa, Bibi Halima, en el sitio. En 1933, el lugar se convirtió en un espacio público de recreación con piscinas y fuentes que se convirtieron en el punto focal central. Un moderno invernadero y una piscina se agregaron a fines de la década de 1970. Aunque el recinto de la tumba de Babur ya no está presente, Bagh-e Babur sigue siendo un importante sitio histórico para Kabul.
En los últimos años, se han realizado intentos de reconstruir la ciudad de Kabul y la tumba de Babur. Zahra Breshna, arquitecta del Departamento de Preservación y Rehabilitación del Patrimonio Urbano de Afganistán, sostiene que «el énfasis debe estar en desarrollar y fortalecer los aspectos locales y tradicionales parcialmente olvidados, al tiempo que los coloca en un contexto global contemporáneo. El objetivo es preservar la tradición sin obstaculizar el desarrollo de una institución social, ecológica y económica moderna.» Los planificadores también debaten sobre la importancia de «un renacimiento de la identidad cultural» en el desarrollo de Kabul. Estas ideas parecen coincidir con el plan de Aga Khan.
El plan presentado por Aga Khan exige la reconstrucción de Bagh-e Babur e incluye varios componentes clave. La reconstrucción de los muros perimetrales, la rehabilitación de la mezquita Shah Jahani y la restauración del recinto de la tumba de Babur son partes importantes de la restauración del jardín. Los muros perimetrales, comunes en muchas ciudades islámicas, preverían el cierre del área. Este recinto con huertas es tradicional en la zona. Además, se restauraría la mezquita Shah Jahani, un lugar de oración y meditación para los visitantes de los jardines.
La mayor idea propuesta es la restauración de la tumba de Babur. Respecto a esto, el arquitecto Abdul Wasay Najimi escribe que «la restauración de la confianza, el orgullo y la esperanza sería el resultado principal de la reintegración de los barrios históricos en la rehabilitación y el desarrollo de Kabul. Esto tendría un impacto directo en el resurgimiento de la identidad».
Algunos miembros notables de la familia de Babur también fueron enterrados en los Jardines de Babur, contando entre ellos a:
- Khanzada Begum (1478-1545), la amada hermana mayor de Babur.
- Hindal Mirza (1519-1551), el hijo menor de Babur.
- Ruqaiya Sultan Begum (1542-1626), única hija de Hindal Mirza y nieta de Babur.
- Mirza Muhammad Hakim (1553-1585), hijo de Humayun y nieto de Babur.

## Restauración
Los jardines sufrieron graves daños durante la segunda guerra civil afgana. Se llevó a cabo un estudio detallado de las paredes perimetrales del jardín, partes de las cuales se cree que datan de finales del siglo XIX. Las paredes están construidas con una mezcla de tierra tradicional colocada a mano (pakhsa) y ladrillos secados al sol sobre cimientos de piedra, técnicas que todavía se utilizan ampliamente en la construcción rural en Afganistán. Después de una cuidadosa documentación, las secciones dañadas de las paredes fueron reparadas o reconstruidas entre 2002 y 2004, durante las cuales se generaron cerca de 100 000 días laborales para mano de obra calificada y no calificada.
Como parte de los esfuerzos para asegurar un grado apropiado de precisión en los trabajos de conservación y rehabilitación, se identificó y revisó una gran variedad de documentación. Además de las referencias específicas al propio Baghe Babur, se revisaron los relatos contemporáneos de los tipos de árboles y los arreglos para la distribución del agua, y se buscó el asesoramiento de quienes han estudiado y realizado trabajos de rehabilitación en otros jardines mogoles de la región.
Desde 2003, el enfoque en la conservación ha estado en la mezquita de mármol blanco construida por Shah Jahan en 1675 para marcar su conquista de Balj; la restauración del recinto de la tumba de Babur; reparaciones del pabellón del jardín de principios del siglo XX; y reconstrucción del complejo haremserai, o Palacio de Tajbeg. Además, se construyó un nuevo caravasar sobre la huella de un edificio anterior en la base del jardín (donde se ha conservado la base de un portal construido por Shah Jahan) y una nueva piscina fuera del recinto del jardín.
Se han realizado importantes inversiones en el entorno natural del jardín, teniendo en cuenta la naturaleza histórica del paisaje y las necesidades de los visitantes contemporáneos. Se instaló un sistema de riego por tuberías y se plantaron varios miles de árboles autóctonos, entre ellos, plátanos, cipreses, espinos, cerezos silvestres (de la variedad alubalu, supuestamente introducida por Babur desde el norte de Kabul) y otros árboles frutales y de sombra. A partir de los resultados de las excavaciones arqueológicas, se han restablecido las relaciones entre las trece terrazas y la red de caminos y escaleras.
Desde el 16 de enero de 2008, el jardín ha sido administrado por la organización Baghe Babur Trust y ha experimentado un aumento significativo en el número de visitantes. Casi 300 000 personas visitaron el sitio en 2008 y alrededor de 1 030 000 personas visitaron el sitio en 2016.
A partir de 2010 se encuentra en el Distrito 8 de Kabul, al suroeste de la ciudad vieja.

## Galería de imágenes

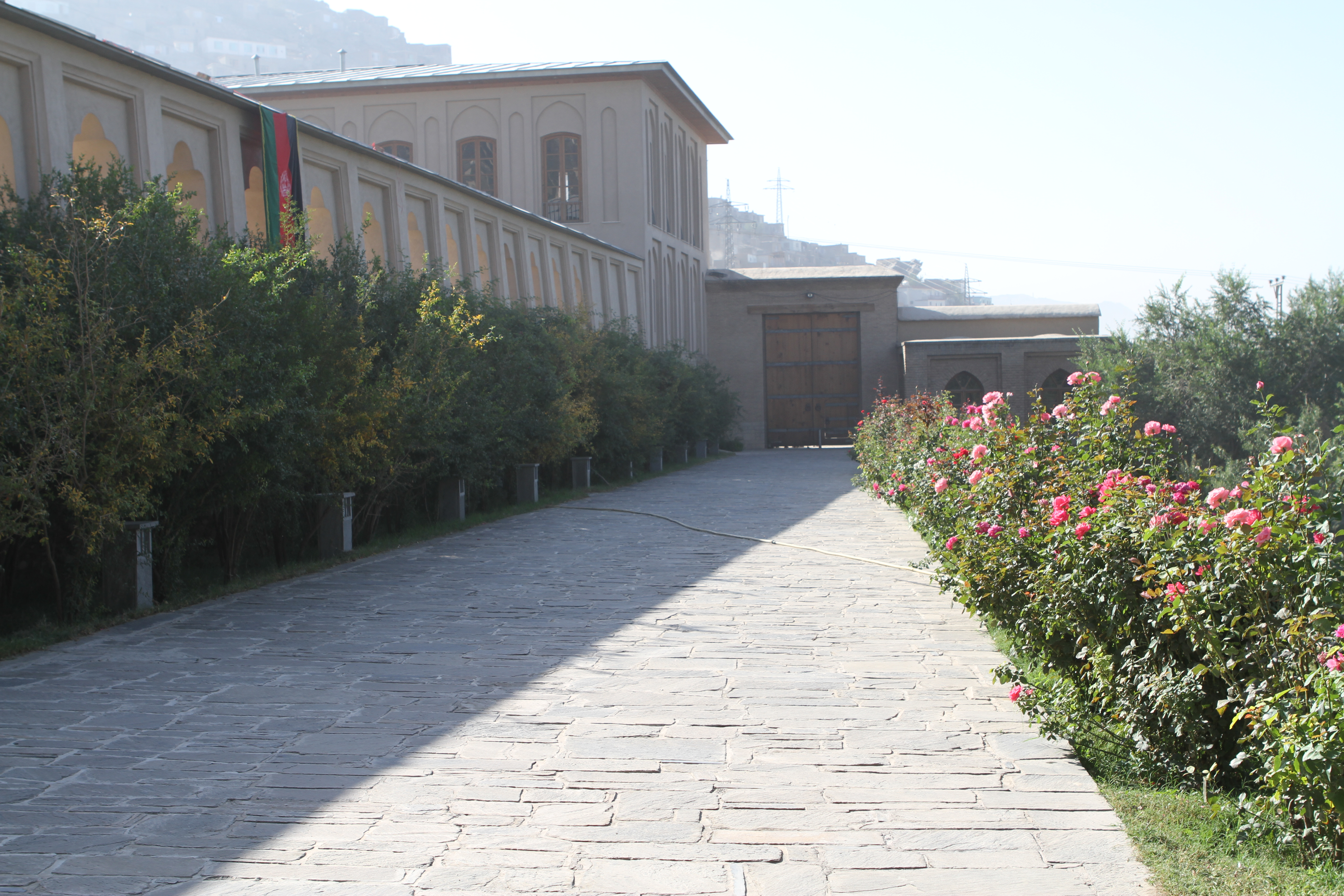
Además de las flores y los árboles comunes, en el interior del jardín se cultivan árboles frutales, como el granado y el cerezo.
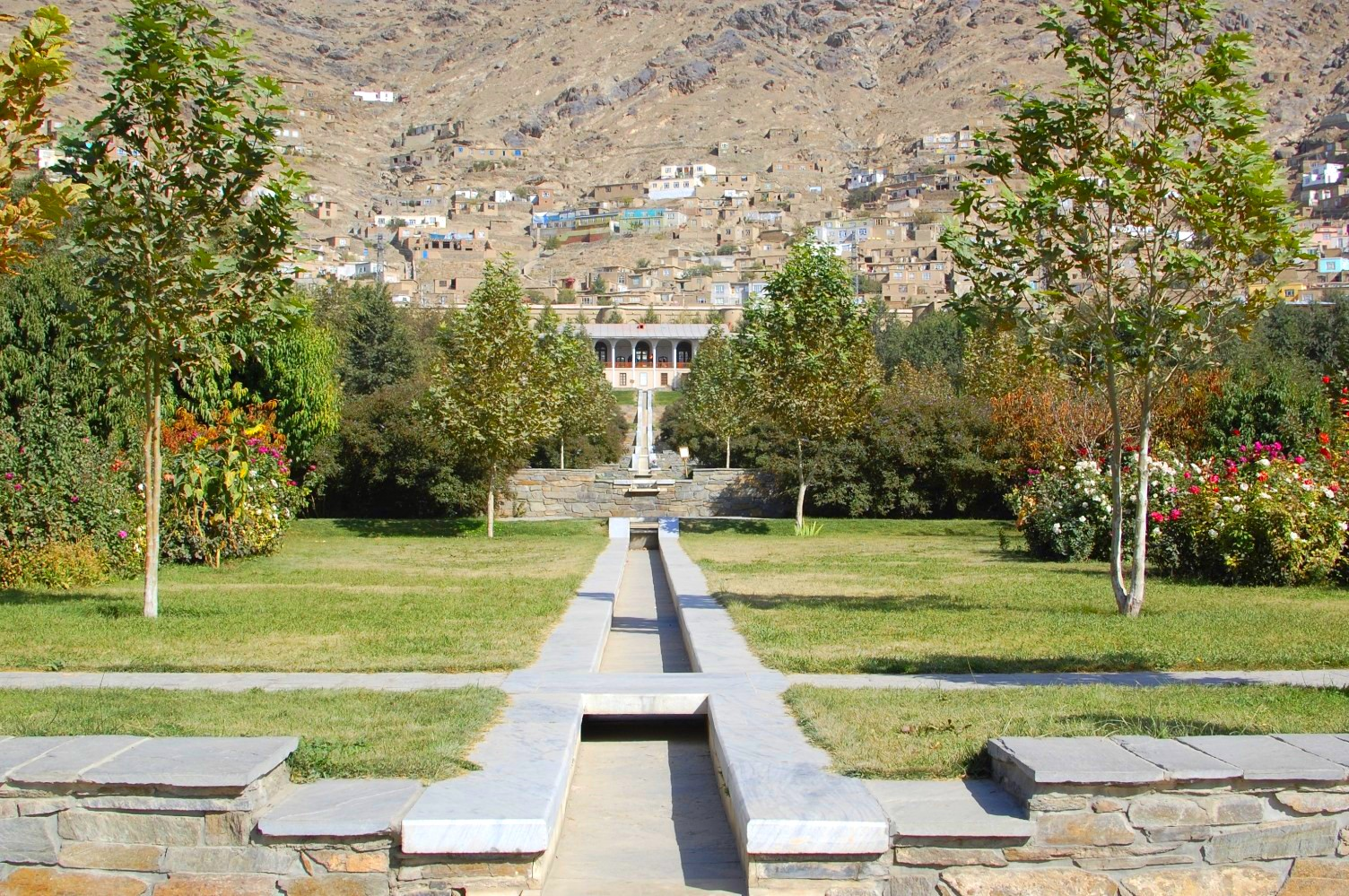
Arces en el camino principal.
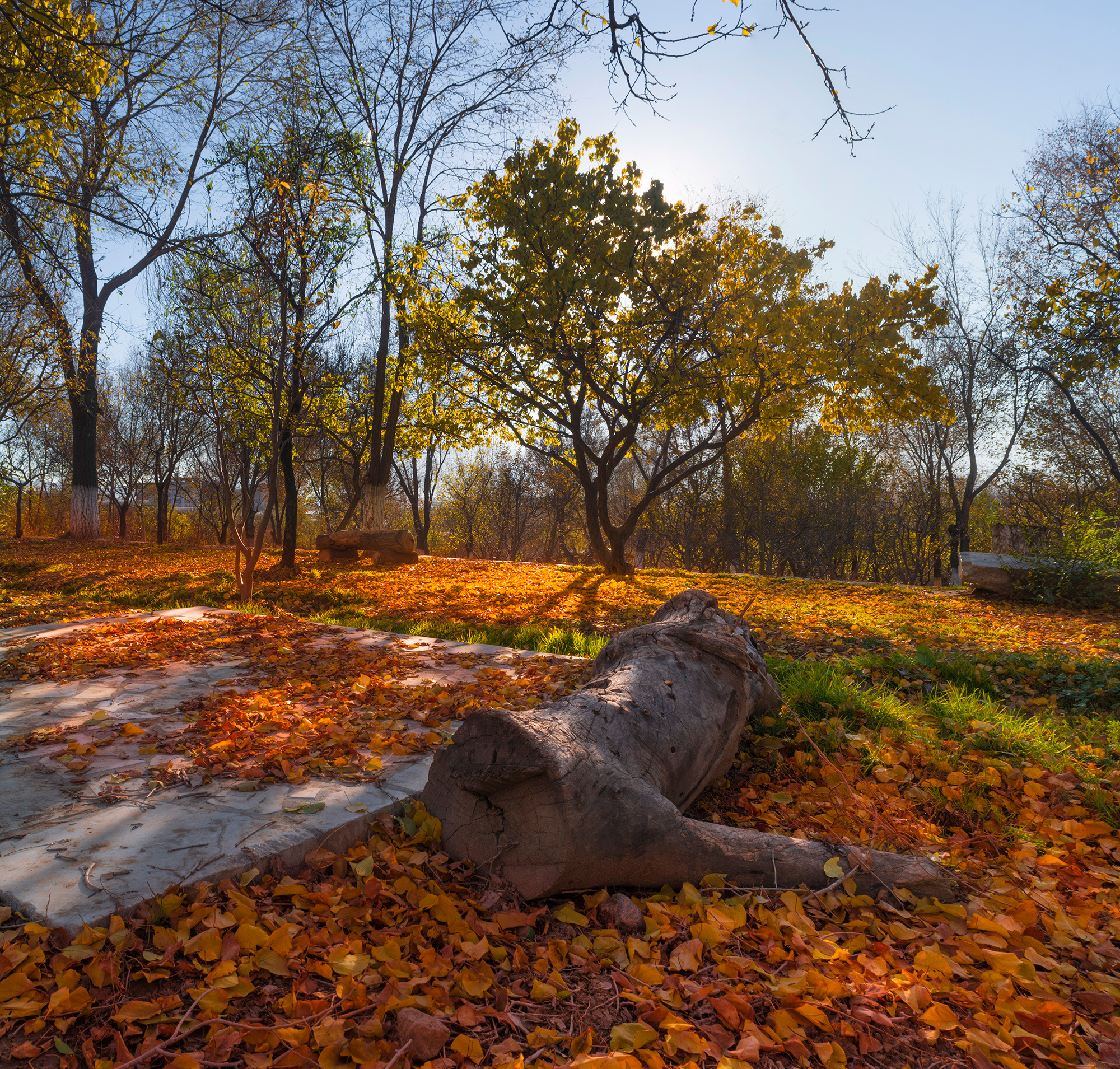
Otoño de 2015.
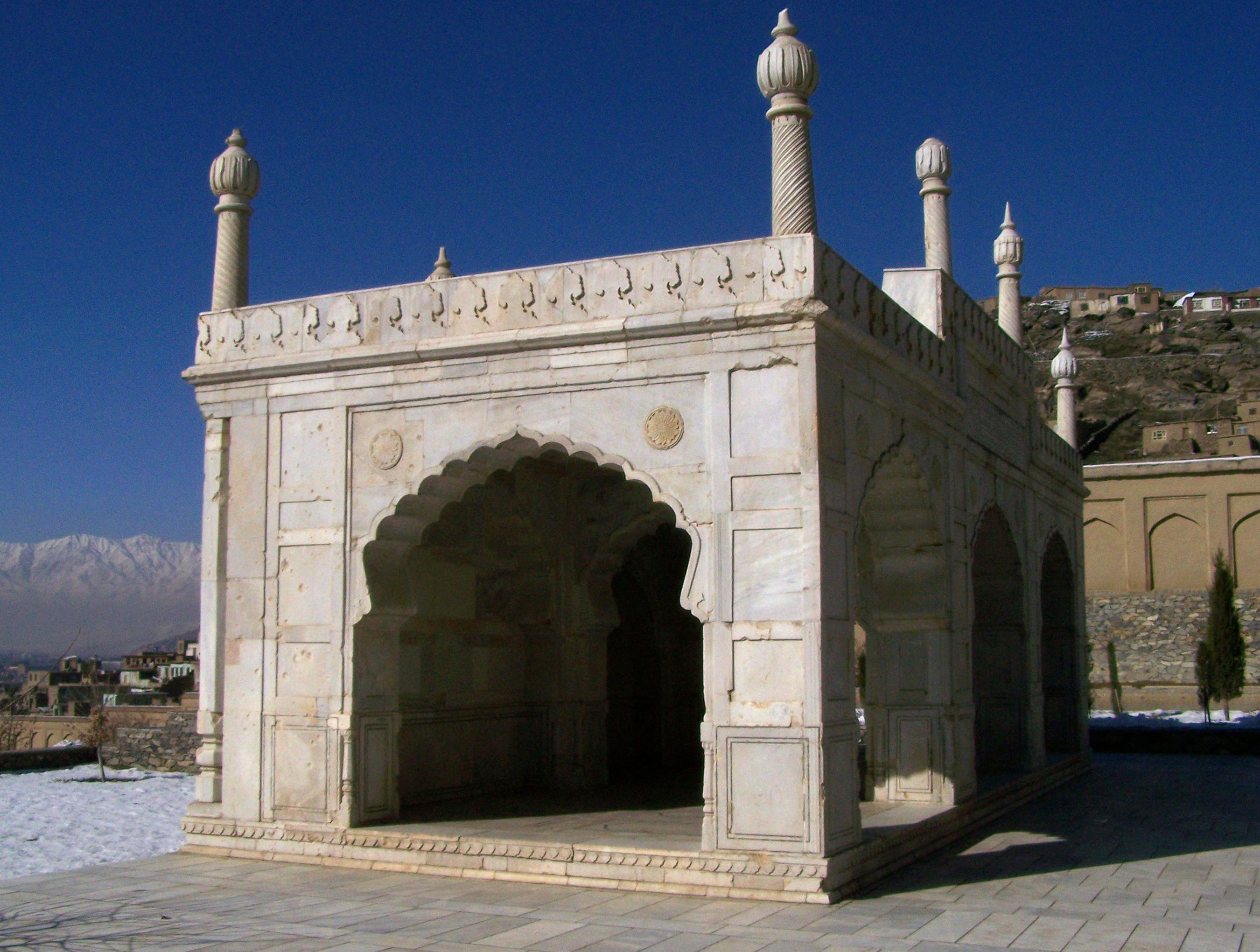
Pequeña mezquita ubicada en los jardines.
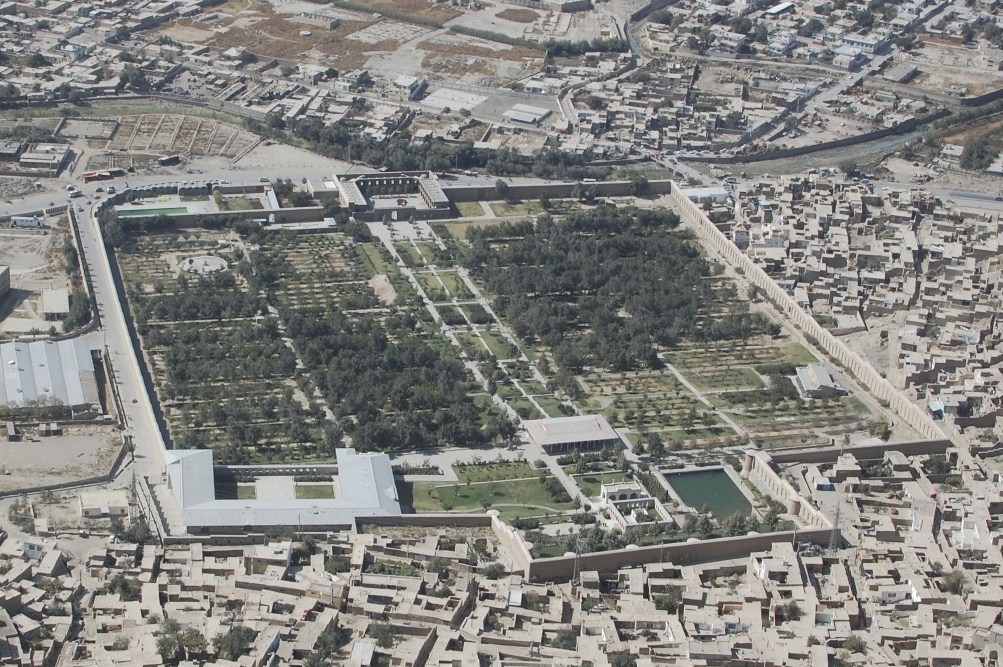
Vista de los jardines desde la cima de una montaña en 2009.
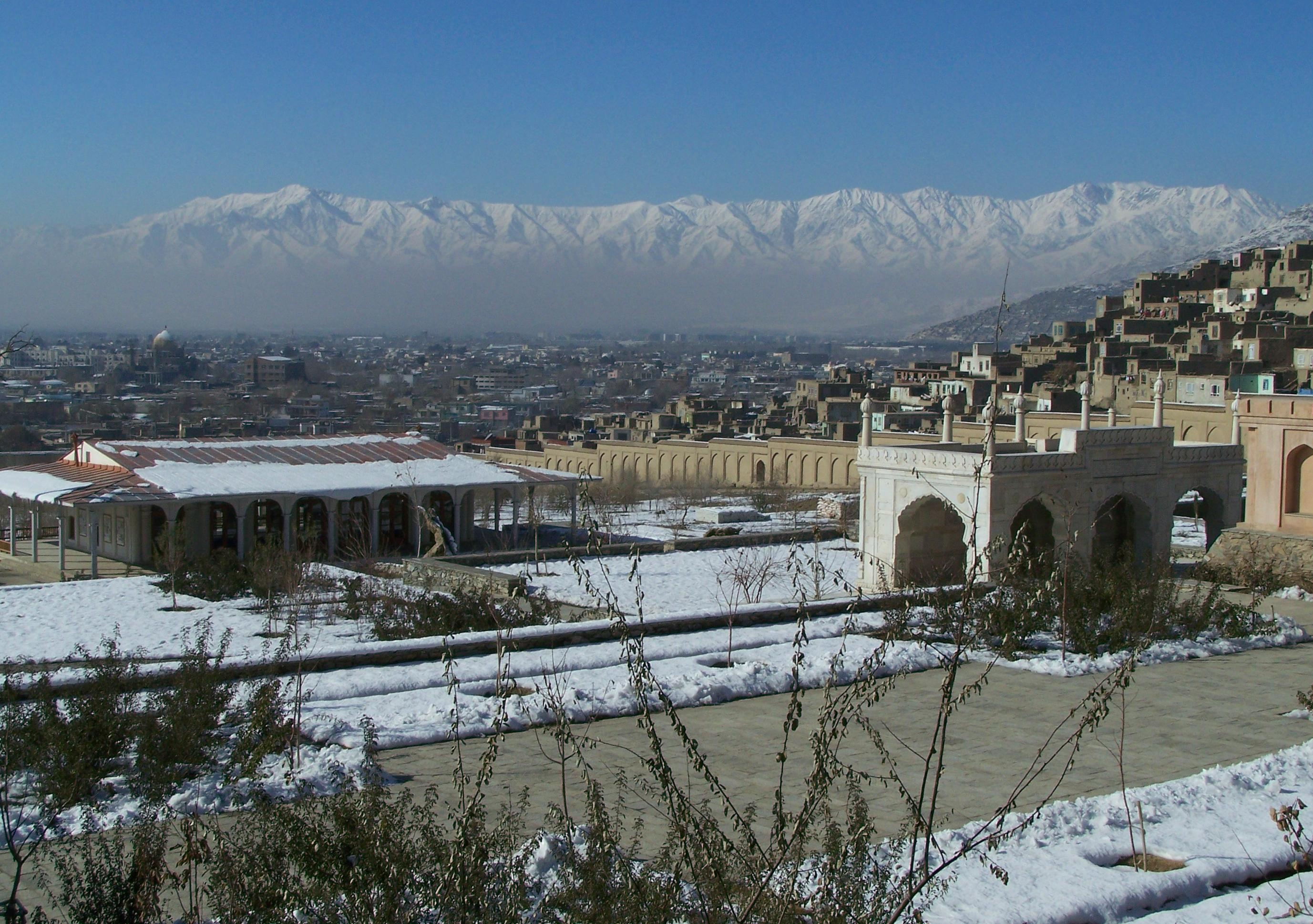
Invierno de 2006.
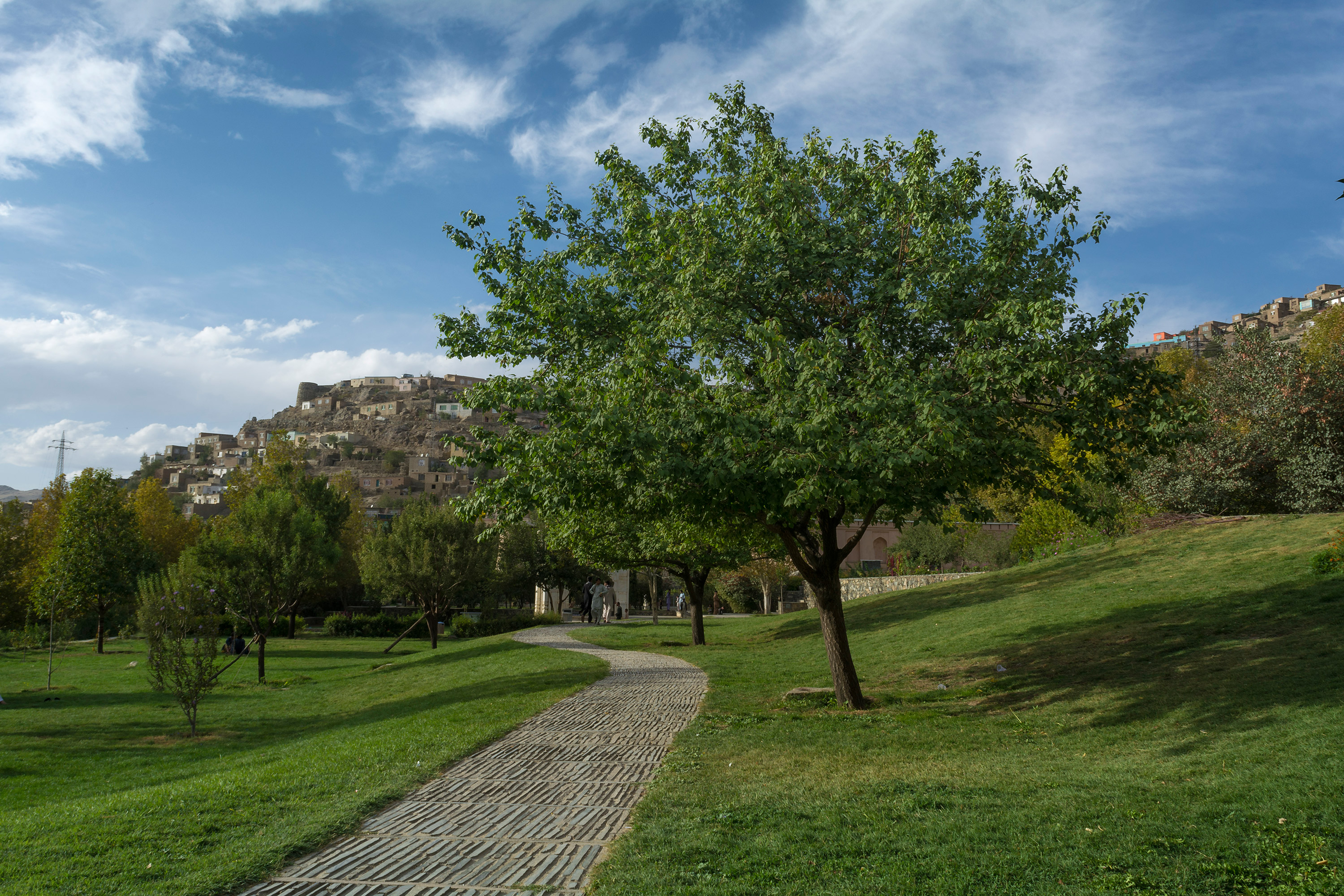
Vista de uno de los caminos en el parque.